# مومیایی شاهزاده هخامنشی

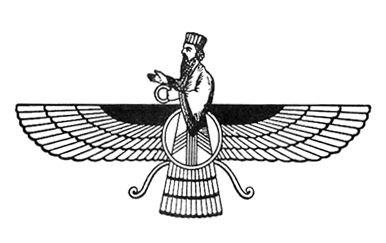
فروهر از نماد های هخامنشی

مومیایی پارسی (به انگلیسی: Persian Princess) یک مومیایی ایرانی در پاکستان بود. این مومیایی در سال ۲۰۰۰ کشف شد و خبر آن به تمام جهان مخابره گردید. پس از بررسی‌های گسترده مشخص گردید که این مومیایی یک مومیایی جعلی است و متعلق به یک قربانی کشته‌شده در سال ۱۹۹۶ است.

## ماجرا

### لو رفتن جعلی بودن مومیایی
یک زن ایرانی که از طریق ضربه‌ای شدید به گردنش کشته شده از قبر خارج و به حالتی بسیار استادانه با مواد شیمیایی تبدیل به یک مومیایی می‌شود و جهت فروش به مبلغ ده‌ها میلیون دلار توسط واسطه‌ای به یک موزه در نیویورک ارائه می‌گردد.
موزه متروپولیتان در نیویورک از فردی به نام ماسکارا که نه تنها از متخصصین برجسته در زمینه باستان‌شناسی ایران است، بلکه تخصص ویژه در فاش کردن کپی‌های تقلبی از آثار باستان‌شناسی نیز دارد دعوت کرد تا قبل از خرید، نظر خود را در این زمینه به موزه ارائه دهد. او هنگامی که یک ایرانی در نیویورک، به‌نام امان‌الله ریگی با وی تماس می‌گیرد و چهار عکس از مومیایی برایش ارسال می‌کند در این زمینه مشکوک می‌شود.
وی اعلام کرد در این که این جنایت و تبدیل جسد این دختر نگون‌بخت به یک مومیایی در ایران صورت گرفته شکی ندارد.
باستان شناسان و برجسته‌ترین پزشکان دنیا که به پاکستان دعوت شده بودند توانستند رازی تکان‌دهنده را در مورد این مومیایی فاش کنند. باستان‌شناسان با ترجمه خط میخی استفاده شده در تابوت و ماسک طلایی روی صورت مومیایی آن را به این‌صورت ترجمه کردند:
من «رهو دوگونه» دختر خشایارشا پادشاه بزرگ هستم
باستان شناسان با بررسی بیشتر متوجه شدند که در خط میخی استفاده شده غلط‌های نگارشی وجود دارد که با خط‌های میخی باستانی موجود همخوانی ندارد. همچنین طرح اهورا مزدای استفاده شده در تابوت نیز با نمونه‌های باستانی موجود تطبیق نداشته‌است.

### صاحب مومیایی
پس از اینکه باستان شناسان فاش کردند که این مومیایی تقلبی است سؤال بزرگ باقی‌مانده این است.
خانم اَسما ابراهیم از موزه ملی پاکستان در تمامی مراحل تا کشف تقلبی بودن جسد و تلاش پلیس در شناسایی جسد و یافتن افرادی که دست به این کار زده‌اند با این جسد بوده‌است. این دختر نگون‌بخت چه کسی است و چه کسانی دست به این جنایت زده‌اند. در این مورد از پروفسور کریس میل روی متخصص بین‌المللی کالبدشکافی و آناتومی از انگلستان دعوت شد تا به پاکستان سفر کند. مراحل شکافتن جسد و درآوردن آن از مومیایی ضخیم، سه ساعت به طول می‌انجامد.
پروفسور میل‌روی پس از معاینه جسد اعلام کرد که جسد متعلق به دختری است بالای ۲۵ سال که در سال ۱۹۹۶ در گذشته‌است. پروفسور میل‌روی، علت درگذشت دختر را وارد آمدن ضربه شدید به گردنش و شکسته شدن آن اعلام کرد و گفت که نمی‌توان با اطمینان اعلام کرد که آیا این ضربه حادثه بوده یا اینکه وی به قتل رسیده‌است؛ با توجه به درجه دمای بالای ایران یا پاکستان که جسد سریعاً تخریب می‌گردد جسد این دختر یا هرگز دفن نشده یا اینکه حداکثر یک شب پس از دفن شدن از خاک خارج شده‌است. او اعلام کرد با توجه به اینکه خشکاندن جسد این دختر نگون‌بخت به مقدار حدود نیم تن مواد شیمیایی نیاز داشته این عمل توسط افراد عادی صورت نگرفته‌است.

### عاملان جعل
باستان شناسان نیز اعلام کردند که حداقل چندین نفر در این جنایت دست داشته‌اند که تعدادی از آن‌ها با تاریخ ایران باستان و مصر و چگونگی مومیایی کردن آشنایی داشته‌اند. همچنین جهت تهیه نقاب طلاییِ صورت این جسد مومیایی شده، از طلاکاری ماهر و حرفه‌ای استفاده شده، و نیز برای ساخت تابوت و حکاکی بر روی آن نیاز به نجاری زبردست و حکاکی بر روی سنگ آن هم به خط میخی ۲۶۰۰ سال پیش می‌بایست از یک سنگ‌تراش چیره‌دست استفاده شده باشد. با استفاده از تکنولوژی پیشرفته و اندازه‌های صورت این دختر عکسی به اصطلاح فانتومی از صورت وی ساخته شد و پلیس پاکستان زیر فشار و علاقه بین‌المللی تحقیقات گسترده‌ای را در این زمینه آغاز کرد و دو نفر در این زمینه دستگیر و بازجویی شدند.

### کشف ابعاد دیگری از تقلب
پس از فاش شدن راز این مومیایی،  تقلبی بودن دو مومیایی دیگر که ادعا شده بود متعلق به ایران باستان است نیز فاش شد و این ترس وجود دارد که دو انسان دیگر نیز در این زمینه به قتل رسیده یا از قبور خود دزدیده شده باشند.

## دعوی مالکیت
پیش از مشخص‌شدن جعلی بودن این مومیایی، سازمان میراث فرهنگی ایران، دولت پاکستان و طالبان مدعی تملک این مومیایی شده بودند.